# Bío-Bío Comunicaciones
Bío-Bío Comunicaciones es un holding de medios de comunicación con sede en la ciudad de Concepción, Región del Biobío, Chile, de carácter independiente del Estado y otros medios de comunicación.
Encabezada en sus inicios por Nibaldo Mosciatti Moena (1926-2007), actualmente es controlada en forma exclusiva por la familia Mosciatti Olivieri, Tomás Mosciatti Olivieri y Nibaldo Mosciatti Olivieri.

## Medios
El holding posee varios medios masivos, dedicados a la información y el entretenimiento: 
| Nombre                     | Tipo                | Cobertura                                      | Cobertura                                      | Creación | Cierre | Observaciones |
| -------------------------- | ------------------- | ---------------------------------------------- | ---------------------------------------------- | -------- | ------ | --- |
| Radio Bío-Bío              | Radioemisora        | Chile                                          | Chile                                          | 1966     | -      | De carácter informativo y musical en vivo 24 horas, de cobertura nacional. |
| Radio Punto 7              | Radioemisora        | Valparaíso Biobío Araucanía Los Ríos Los Lagos | Valparaíso Biobío Araucanía Los Ríos Los Lagos | 1991     | -      | Basada en un formato de entretenimiento y musical, de cobertura en la zona central y sur de Chile. |
| Radio El Carbón            | Radioemisora        | Biobío                                         | Lota                                           | 1959     | -      | De carácter misceláneo, de cobertura en las Provincias de Concepción y Arauco, Región del Biobío. |
| Radio Gabriela             | Radioemisora        | Atacama Coquimbo Biobío Araucanía              | Atacama Coquimbo Biobío Araucanía              | 1981     | 1998   | De formato juvenil, con éxitos de los años 1980 y 1990. Fue la primera emisora del holding en transmitir en FM en Concepción y en lograr cobertura en el norte y sur del país, antes de la expansión de Radio Bío-Bío en 1991. Hoy, las frecuencias de la zona norte pertenecen a Radio Bío-Bío y las de la zona sur a Radio Punto 7. |
| Canal 9 Bío-Bío Televisión | Canal de televisión | Ñuble Biobío                                   | Ñuble Biobío                                   | 1991     | -      | Con programación local y enfocada netamente a la Región del Bio-Bio. |
| Bío-Bío TV                 | Canal de televisión | Chile                                          | Chile                                          | 2012     | -      | Canal de internet y televisión digital terrestre en Chile. |
| BioBioChile                | Diario Digital      | Chile                                          | Chile                                          | 2009     |        | Portal de internet ligado a Radio Bío-Bío con cobertura noticiosa nacional diaria, 365 días al año. |
| Página7                    | Diario Digital      | Chile                                          | Chile                                          | 2014     |        | Portal de internet ligado a Radio Punto 7 con cobertura noticiosa nacional diaria, 365 días al año. |